# Oleh Krysa
Oleh Vasil'ovyč Krysa (in ucraino Криса Олег Васильович?, in russo Олег Васильевич Крыса?, Oleg Vasil'evič Krysa; Uchanie, 1º giugno 1942) è un violinista sovietico naturalizzato statunitense di origine ucraina.

## Biografia
Oleh Vasil'ovyč Krysa è nato a Uchanie (nel Voivodato di Lublino) in Polonia. Nel 1945 la famiglia si trasferì a Leopoli, dove Krysa all'età di sei anni inizia ad studiare il violino con Konstantin Michajlov. 
Dopo essersi diplomato alla Scuola di Musica di Leopoli nel 1960, Oleh Krysa entra al Conservatorio di Mosca e studia con David Ojstrach dal 1960 al 1967. Nel 1963 Krysa vince il primo premio al Concorso internazionale Niccolò Paganini di Genova. Ottenne premi in altri concorsi internazionali come il Wieniawski (1962), il Čajkovskij (1966) e il Montreal (1969). 
Dopo aver avviato l’attività di solista, dal 1967 Krysa inizia anche quella di docente; nel periodo 1969-1973 è stato professore al Conservatorio di Kiev. Nel 1973 insegna all'Istituto Gnesinych a Mosca. Nel 1974 Krysa è invitato da David Ojstrach a svolgere l’attività di assistente nella sua classe al Conservatorio di Mosca. Dopo la morte di Ojstrach avvenuta appena due mesi dopo, Krysa lo sostituì per il resto dell’anno accademico. 
Nel 1977 diventa il primo violino del Quartetto Beethoven. 
Nel 1989 Krysa si trasferisce con la sua famiglia negli Stati Uniti. Ha insegnato dal 1990 al 1993 alla Manhattan School of Music e dal 1993 presso la Eastman School of Music di Rochester. Tra gli allievi si ricorda Guillaume Tardif, docente di violino all'Università dell'Alberta.
Krysa ha tenuto corsi di perfezionamento nei maggiori centri musicali in Canada, Cina, Germania, Giappone, Corea, Polonia e Stati Uniti. I figli Peter, Taras, Andrej sono tutti e tre violinisti.